# Inside the Vatican
Inside the Vatican – miesięcznik związany z Kurią Rzymską ukazujący się od kwietnia 1993 roku. Tematyka artykułów dotyczy wpływu Stolicy Apostolskiej na współczesny świat i roli papiestwa w życiu duchowym katolików.